# Municipio de Rosario (Sonora)
El municipio de Rosario es uno de los 72 municipios en que se divide el estado mexicano de Sonora. Se encuentra en el este del estado en la región serrana y su cabecera es el pueblo de Rosario.

## Historia
La hoy cabecera municipal originalmente fue una hacienda llamada "San Salvador Tesopaco". En 1622 el misionero jesuita Diego Vandersipe fundó la población de "Santa Ana de Movas" y "San Joaquín de Nuri", que fueron cabecera de sus respectivos municipios en territorio del actual municipio de Rosario. En 1866 en el poblado de Movas tuvo lugar un enfrentamiento entre tropas republicanas que mandaba el coronel Asunción Correa y una partida imperialista que estaba a la orden del comandante Joaquín Monge; triunfaron los liberales. En 1879 adquiere la categoría de municipio y se le anexan los antiguos municipios de Movas y Nuri. En 1932 se le anexa la Hacienda de Cedros.

## Geografía
Se encuentra localizado al sureste de Sonora, en la región de la Sierra Madre Occidental y su extensión territorial es de 3525.116 kilómetros cuadrados que equivalen al 1.94% de la extensión total de Sonora. Sus coordenadas geográficas extremas son 27°40′ - 28°25′ de latitud norte y 108°55′ - 109°42′ de longitud oeste. La altitud del territorio va de 200 a 2200 metros sobre el nivel del mar.
Sus límites corresponden al sur con el municipio de Quiriego, al oeste con el municipio de Cajeme, al norte con el municipio de Onavas y al noreste con el municipio de Yécora. Al este limita con el estado de Chihuahua, correspondiendo sus límites al municipio de Moris y al municipio de Uruachi.

### Topografía y geología
Este municipio pertenece a la Sierra Madre Occidental, y a su vez dentro de esta forma parte de la gran meseta y cañones Chihuahuenses. La porción oriental de su territorio es sumamente accidentada y la occidental corresponde a la región de los Valles. Las serranías más importantes son: Agua Caliente, Cerro Boludo, Dos Cabezas, Santa Julianita, La Vieja, San Pablo, La Igualamita y Los Mochomos. Tienen elevaciones de entre 100 y 2300 metros.
Predominan las rocas ígneas extrusivas, las rocas ígneas intrusivas y las rocas sedimentarias. Cuenta con gran cantidad de basalto-brecha volcánica básica (46.04%)toba ácida (11.48%),andesita (3.45%), basalto (2.67%), riolita-toba ácida (2.20%) esto en cuanto a rocas ígneas extrusivas. Las rocas sedimentarias que más predominan son arenisca-conglomerado (22.78%), arenisca (1.71%), conglomerado (0.38%), caliza (0.04%) y por último las rocas sedimentarias granito (5.63%), granodiorita (0.98%). Los suelos más abundantes son Leptosol (43.67%), Phaeozem (35.46%), Regosol (11.16%), Vertisol (8.73%) y Fluvisol (0.80%).

### Clima
Rosario cuenta con normalmente con un clima semiseco o semicálido . Tiene una temperatura máxima promedio de 32.5 °C y una temperatura mínimo promedio de 12.3 °C. Su temporada de lluvias ocurre durante el verano, cuenta con una precipitación promedio anual de 661.0 mm.
| Parámetros climáticos promedio de Rosario, Sonora (1951-2010)                    | Parámetros climáticos promedio de Rosario, Sonora (1951-2010) | Parámetros climáticos promedio de Rosario, Sonora (1951-2010) | Parámetros climáticos promedio de Rosario, Sonora (1951-2010) | Parámetros climáticos promedio de Rosario, Sonora (1951-2010) | Parámetros climáticos promedio de Rosario, Sonora (1951-2010) | Parámetros climáticos promedio de Rosario, Sonora (1951-2010) | Parámetros climáticos promedio de Rosario, Sonora (1951-2010) | Parámetros climáticos promedio de Rosario, Sonora (1951-2010) | Parámetros climáticos promedio de Rosario, Sonora (1951-2010) | Parámetros climáticos promedio de Rosario, Sonora (1951-2010) | Parámetros climáticos promedio de Rosario, Sonora (1951-2010) | Parámetros climáticos promedio de Rosario, Sonora (1951-2010) | Parámetros climáticos promedio de Rosario, Sonora (1951-2010) |
| Mes                                                                              | Ene.                                                          | Feb.                                                          | Mar.                                                          | Abr.                                                          | May.                                                          | Jun.                                                          | Jul.                                                          | Ago.                                                          | Sep.                                                          | Oct.                                                          | Nov.                                                          | Dic.                                                          | Anual                                                         |
| -------------------------------------------------------------------------------- | ------------------------------------------------------------- | ------------------------------------------------------------- | ------------------------------------------------------------- | ------------------------------------------------------------- | ------------------------------------------------------------- | ------------------------------------------------------------- | ------------------------------------------------------------- | ------------------------------------------------------------- | ------------------------------------------------------------- | ------------------------------------------------------------- | ------------------------------------------------------------- | ------------------------------------------------------------- | ------------------------------------------------------------- |
| Temp. máx. abs. (°C)                                                             | 37.0                                                          | 41.0                                                          | 42.0                                                          | 42.0                                                          | 44.0                                                          | 45.0                                                          | 45.0                                                          | 43.0                                                          | 43.0                                                          | 43.0                                                          | 40.0                                                          | 36.0                                                          | 45.0                                                          |
| Temp. máx. media (°C)                                                            | 26.2                                                          | 27.6                                                          | 29.8                                                          | 33.3                                                          | 36.5                                                          | 38.9                                                          | 36.6                                                          | 35.3                                                          | 35.3                                                          | 33.7                                                          | 30.0                                                          | 26.8                                                          | 32.5                                                          |
| Temp. media (°C)                                                                 | 15.4                                                          | 16.3                                                          | 18.2                                                          | 21.3                                                          | 24.6                                                          | 29.1                                                          | 29.4                                                          | 28.5                                                          | 27.7                                                          | 23.8                                                          | 18.8                                                          | 15.6                                                          | 22.4                                                          |
| Temp. mín. media (°C)                                                            | 4.6                                                           | 5.1                                                           | 6.5                                                           | 9.2                                                           | 12.7                                                          | 19.4                                                          | 22.3                                                          | 21.8                                                          | 20.1                                                          | 13.9                                                          | 7.6                                                           | 4.5                                                           | 12.3                                                          |
| Temp. mín. abs. (°C)                                                             | -8.0                                                          | -3.0                                                          | -1.0                                                          | 1.0                                                           | 4.0                                                           | 9.0                                                           | 10.0                                                          | 12.0                                                          | 7.0                                                           | 2.5                                                           | -1.5                                                          | -4.0                                                          | -8.0                                                          |
| Precipitación total (mm)                                                         | 30.5                                                          | 19.9                                                          | 9.1                                                           | 6.7                                                           | 6.2                                                           | 28.2                                                          | 191.9                                                         | 175.2                                                         | 106.2                                                         | 33.5                                                          | 20.3                                                          | 32.7                                                          | 661.0                                                         |
| Días de precipitaciones (≥ 0.1 mm)                                               | 2.7                                                           | 1.7                                                           | 0.8                                                           | 0.8                                                           | 0.6                                                           | 2.2                                                           | 12.2                                                          | 10.6                                                          | 5.8                                                           | 2.2                                                           | 1.6                                                           | 1.7                                                           | 42.9                                                          |
| Fuente: Servicio Meteorológico Nacional. Actualizado el 13 de diciembre de 2016. |                                                               |                                                               |                                                               |                                                               |                                                               |                                                               |                                                               |                                                               |                                                               |                                                               |                                                               |                                                               |                                                               |

## Demografía
La población total del municipio de acuerdo con el Censo de Población y Vivienda realizado en 2010 por el Instituto Nacional de Estadística y Geografía, es de 5 226 habitantes, de los que 2 737 son hombres y 2 489 son mujeres.
La densidad de población asciende a un total de 1.48 personas por kilómetro cuadrado.

### Localidades
El municipio se encuentra formado por 287 localidades, las principales y su población de acuerdo al censo de 2010 son:
| Localidad                            | Población |
| Total Municipio                      | 5 226     |
| Rosario (Tesopaco)                   | 2 815     |
| Nuri                                 | 376       |
| Cedros                               | 356       |
| Cuba                                 | 282       |
| La Estrella                          | 218       |
| Paredones                            | 126       |
| El Sauz                              | 109       |
| Rio Chico                            | 76        |
| Tarahumaris                          | 54        |
| El Palmarito                         | 38        |
| Tacupeto                             | 39        |
| Ranchito de Los Morales (Los Bajíos) | 37        |

Fuente

## Educación y Salud

### Instituciones Educativas
Primaria
- Escuela "Profesor Rodolfo Lavandera"

Secundaria
- Profesor Rafael Campoy

Preparatoria
- Centro de Estudios Científicos y Tecnológicos del Estado de Sonora (CECYTES)

Además se cuenta con instituciones particulares como el colegio Juárez y el Instituto Crusot

### Salud
En la cabecera municipal se cuenta con los servicios de Clínica de IMSS, ISSSTE, ISSSTESON, Centro de Salud comunitario, Cruz Roja

## Turismo
Anualmente en el puente de marzo, se celebra el Festival Bacanora Fest. En el cual se exhiben los diferentes productos de Bacanora del municipio. 
Además se cuenta con un museo dentro del primer cuadro de la ciudad. Donde se exhiben varios artículos históricos, así como una amplia colección de huesos de mamut.
El municipio cuenta con 2 centros recreativos como es "La Estrella" (ubicado a unos 15 km) y "Movas", que cuentan con arroyos de aguas pluviales y una flora extensa de sabinos, así como fauna abundante que permite captar el interés del turismo nacional principalmente. 
En el municipio se celebran la fiesta de la Sagrada Familia, el 16 de enero; la fiesta de Nuestra Señora de la Candelaria el día 2 de febrero; la fiesta de San José, el día 19 de marzo; la fiesta de Nuestra Señora del Rosario, el día 7 de octubre, y la fiesta de San Rafael, el día 24 de octubre.

## Política

### Representación legislativa
Para la elección de diputados locales al Congreso de Sonora y de diputados federales a la Cámara de Diputados federal, el municipio de Rosario se encuentra integrado en los siguientes distritos electorales:
Local:
- Distrito electoral local de 21 de Sonora con cabecera en Huatabampo.[7]

Federal:
- Distrito electoral federal 7 de Sonora con cabecera en Navojoa.[8]